# Gorillini
Gorillini é uma tribo de primatas que faz parte da família Hominidae. Inclui os gorilas (gênero Gorilla) e o gênero já extinto "Chororapithecus".

## Taxonomia
- Género Gorilla
  - Gorilla gorilla
    - Gorilla gorilla gorilla
    - Gorilla gorilla diehli

  - Gorilla beringei
    - Gorilla beringei beringei
    - Gorilla beringei graueri
- Género Chororapithecus †
  - Chororapithecus abyssinicus †